# پاکستان و صندوق بین‌المللی پول

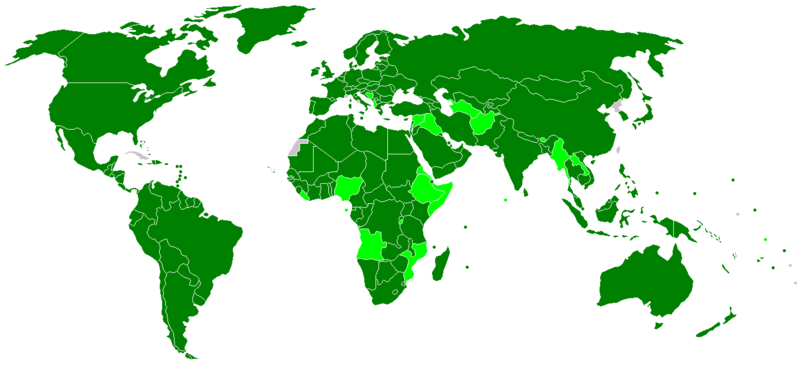
کشورهای عضو صندوق بین‌المللی پول
کشورهای عضو صندوق بین‌المللی پول مبنی بر عدم پذیرش تعهدات بندهای هشتم، بندهای ۲، ۳ و ۴

پاکستان از سال ۱۹۵۰ میلادی، عضو صندوق بین‌المللی پول (IMF) بوده‌است. به دلیل ماهیت غیرقابل پیش‌بینی اقتصاد و به شدت وابسته به واردات کشور پاکستان، صندوق بین‌المللی پول از زمان عضویت پاکستان و اخیراً در سال ۲۰۱۹، بیست و دو نوبت به پاکستان وام داده‌است.

## برنامه‌های صندوق
برنامه‌های اعطای وام صندوق بین‌المللی پول، دو نوع است: حساب منابع عمومی (GRA) و کاهش فقر و ارتقای رشد اقتصادی (PRGT). حق امتیاز GRA برای کشورهای نه چندان فقیر و حتی برای ثروتمندان محفوظ است، در حالی که PRGT تنها برای کشورهای فقیر تصویب شده‌است. [4] GRA برای دادن وام به صورت آماده به کار (SRA) استفاده می‌شود. اقتصاددانان اکثراً SRA را به عنوان وثیقه پرداخت، محاسبه می‌کنند. بر اساس این طبقه‌بندی‌ها، از زمان عضویت این کشور، پاکستان ۱۳ مرتبه وثیقه گذاشته‌است، که بزرگترین این وثیقه‌ها مربوط به دولت عمران خان در سال ۲۰۱۹ می‌باشد.

## دریافت وام توسط پاکستان
در سال ۱۹۵۸ و برای اولین بار، پاکستان به عنوان وثیقه به صندوق بین‌المللی پول رفت. به همین منظور، صندوق بین‌المللی پول، مبلغ ۲۵٬۰۰۰ دلار به صورت آماده به کار در تاریخ ۸ دسامبر ۱۹۵۸ به پاکستان وام اعطا کرد. پاکستان در سال ۱۹۶۵ دوباره به صندوق بین‌المللی پول رفت. این بار، صندوق بین‌المللی پول در ۱۶ مارس ۱۹۶۵ مبلغ ۳۷۵۰۰ دلار به ملت جنگ زده پاکستان بودجه اختصاص داد. سه سال بعد، پاکستان بار دیگر برای مشکلات موجودی در پرداخت اقراض خود، به صندوق بین‌المللی پول رفته و در ۱۷ اکتبر ۱۹۶۸ به این کشور ۷۵۰۰۰ دلار پول پرداخت شد.
در سال ۱۹۷۱، پاکستان در جنگی که با هند آغاز کرد، نیمی از پاکستان شرقی را از دست داد. این جنگ باعث از دست دادن ثروت عظیمی از پاکستان شد. برای جبران این خسارت، پاکستان در سال ۱۹۷۲ مبلغ ۸۴۰۰۰ دلار وام، و در سال ۱۹۷۳ مبلغ ۷۵۰۰۰ دلار و در ۱۹۷۴ مبلغ ۷۵۰۰۰ دلار؛ برای تأمین نیازهای رو به رشد خود دریافت کرد. در سال ۱۹۷۷، مبلغ ۸۰٬۰۰۰ دلار به صورت ضروری به این کشور اعطا شد. سه سال بعد، تسهیلات گسترده‌ای به مبلغ ۳۴۹٬۰۰۰ دلار به پاکستان اختصاص یافت. با بازگشت دموکراسی به پاکستان، دوران دیگری آغاز شد اما راه‌های قدیمی برای اداره اقتصادی با ضعف ادامه یافت. دولت بی‌نظیر بوتو، مبلغ ۱۹۴٬۴۸۰ دلار به عنوان هزینه آماده به کار و ۳۸۲٫۴۱۰ دلار دیگر به عنوان تعهد تسهیلات تنظیم ساختاری در ۲۸ دسامبر ۱۹۸۸ وام گرفت. در سال ۱۹۹۳، بی‌نظیر بوتو دوباره به قدرت رسید و دولت وی دوباره به صندوق بین‌المللی پول رفت و به توافق رسید که برای آماده‌سازی پایه‌های اقتصادی مبلغ ۸۸۰۰۰ دلار دریافت کند، این توافق در ۱۶ سپتامبر ۱۹۹۳ به نتیجه رسید. بی‌نظیر بوتو سه مرتبه دیگر نیز از صندوق بین‌المللی مراجعه کرد و وام‌های کلان دریافت نمود. در سال ۱۹۹۷، نواز شریف به قدرت رسید و دولت بی‌نظیر بوتو به اتهام فساد اخراج شد و اقتصاد پاکستان را در بدترین شکل قرار گرفت. دولت شریف برای اولین بار فوراً به صندوق بین‌المللی پول رفت و به توافق رسید که دو مبلغ ۲۶۵٫۳۷۰ دلار و ۱۱۳٬۷۴۰ دلار را در ۲۰ اکتبر ۱۹۹۷ دریافت کند.
در سال ۲۰۱۸، عمران خان نخست‌وزیر پاکستان شد. از ابتدا، پاکستان تعادل زیادی در کسری پرداخت داشت و ذخایر خارجی آن فقط به مدت دو ماه به اندازه کافی خوب بود. به همین منظور، آنها برای جلوگیری از شرایط سخت صندوق بین‌المللی پول وام‌های دوستانه از عربستان سعودی، امارات متحده عربی و چین ترتیب دادند. در سال ۲۰۱۹، هنگامی که شرایط اقتصادی بدتر شد، دولت برای بیست و دومین بار به صندوق بین‌المللی پول رفت و بزرگترین وام در تاریخ این کشور را به مبلغ ۶ میلیارد دلار دریافت کرد. صندوق بین‌المللی پول، وام را بر اساس شرایطی مانند افزایش تعرفه‌های انرژی، حذف یارانه انرژی، افزایش مالیات، خصوصی‌سازی اشخاص عمومی و تعدیل‌های مالی در بودجه داد.